# Zaletta rubens
Zaletta rubens är en insektsart som beskrevs av Evans 1941. Zaletta rubens ingår i släktet Zaletta och familjen dvärgstritar. Inga underarter finns listade i Catalogue of Life.